# نادين نيكول
نادين نيكول (بالإنجليزية: Nadine Heimann)‏ هي ممثلة أمريكية، ولدت في 1983 في روتشستر في الولايات المتحدة.

## وصلات خارجية
- نادين نيكول على موقع IMDb (الإنجليزية)
- نادين نيكول على موقع ألو سيني (الفرنسية)
- نادين نيكول على موقع قاعدة بيانات الفيلم (الإنجليزية)